# Swift (krater na Deimosie)
Krater Swift – krater uderzeniowy znajdujący się na powierzchni Deimosa, księżyca Marsa. Ma średnicę około 1 km, jest położony na współrzędnych 12,5° szerokości północnej i 358,2° długości zachodniej.
Decyzją Międzynarodowej Unii Astronomicznej w 1973 roku został nazwany imieniem Jonathana Swifta, irlandzkiego pisarza.